# Équipe de République dominicaine de Coupe Davis
L'équipe de République dominicaine de Coupe Davis représente la République dominicaine à la Coupe Davis. Elle est placée sous l'égide de la Fédération dominicaine de tennis.

## Historique
Créée en 1989, l'équipe de République dominicaine de Coupe Davis évolue à ses débuts dans le groupe II de la zone Amérique. Elle est composée à l'origine de Rafael Moreno, Marcel Olivares, Alexander Schad et Genaro Deleon. Ils sont rejoints par Hiram Silfa en 1993 puis par Rodrigo Vallejo l'année suivante. L'équipe est reléguée dans le groupe III en 1994 mais ces derniers, associés à Deleon et Sixto Camacho s'y maintiennent pendant plusieurs années et font deux incursions dans le groupe II en 1999 et 2001.
L'équipe passe la main à la jeune génération emmenée par Jhonson Garcia et Víctor Estrella au début des années 2000. Ils réintègrent le groupe II dès 2003. Les deux hommes ont formé une paire solide pendant huit ans, atteignant à plusieurs reprises la finale du groupe II (2003, 2004, 2006 et 2009). Jhonson est remplacé par José « Bebo » Hernández-Fernández en 2012, qui vient de passer professionnel. Ce dernier était déjà membre depuis 2006 mais jouait essentiellement les matchs sans enjeu. Henry Estrella, petit frère de Víctor, a également joué plusieurs matchs entre 2005 et 2013. En 2010, l'équipe fait sa première incursion dans le groupe I et elle ne l'a pas quitté depuis 2013. Elle connaît son heure de gloire en 2015, année où elle dispute les barrages du groupe mondial grâce à un succès sur l'Équateur. Elle affronte l'Allemagne sur les courts du centre national de tennis à Saint-Domingue, Estrella remportant le premier match face à Dustin Brown. Les dominicains s'inclinent sur le score de 4-1.
Víctor Estrella, membre depuis 1998, n'a raté qu'une seule rencontre depuis 2001. Il devient en 2006 le premier joueur dominicain à passer professionnel. Membre pilier de l'équipe depuis plus d'une décennie, il a reçu avec Jhonson Garcia un Commitment Award pour son engagement dans la compétition. Il prend sa retraite en 2019 et joue son dernier match de Coupe Davis en 2022. Son retrait coïncide avec celui du capitaine emblématique Rafael Moreno, en poste depuis 1996 et entraîne une relégation de son équipe dans le World Group II après une défaite contre la Tunisie en 2021.

## Joueurs de l'équipe
Les chiffres indiquent le nombre de matchs joués
- Nick Hardt (5-10)
- Roberto Cid Subervi (7-17)
- Peter Bertran (9-6)

## Anciens joueurs notables
- Rafael Moreno (13 victoires pour 15 défaites en 10 rencontres pendant 5 ans)
- Genaro Deleon (20 victoires pour 19 défaites en 21 rencontres pendant 8 ans)
- Hiram Silfa (14 victoires pour 11 défaites en 15 rencontres pendant 4 ans)
- Rodrigo Vallejo (23 victoires pour 18 défaites en 28 rencontres pendant 8 ans)
- Sixto Camacho (14 victoires pour 12 défaites en 23 rencontres pendant 8 ans)
- Jhonson Garcia (27 victoires pour 26 défaites en 26 rencontres pendant 11 ans)
- Víctor Estrella (65 victoires pour 41 défaites en 49 rencontres pendant 22 ans)
- José Hernández-Fernández (21 victoires pour 22 défaites en 24 rencontres pendant 14 ans)

## Historique des capitanats
- Jose Ravelo (1989-1995)
- Rafael Moreno (1996-2019)
- Frederico Rodriguez (2020-2021)
- Juan Berrido-Fernandez (depuis 2022)